# Franziska-Kirche (Birkach)

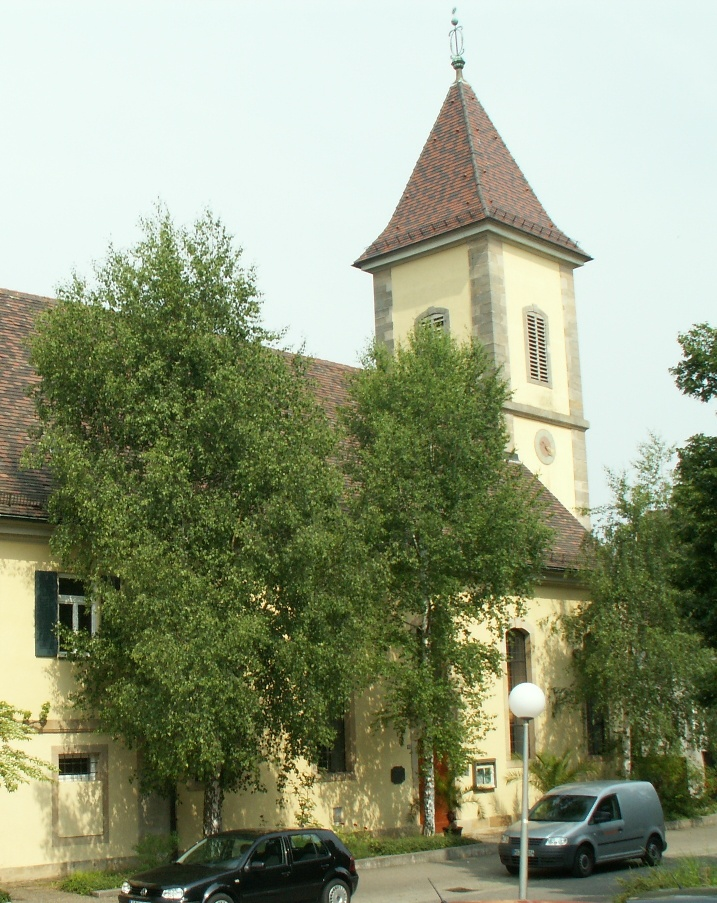
Franziska-Kirche in Stuttgart-Birkach

Die Franziska-Kirche im Stuttgarter Stadtbezirk Birkach ist eine von fünf Gottesdienststätten der  Evangelischen Verbundkirchengemeinde Plieningen-Birkach, die zum Kirchenkreis Stuttgart der Evangelischen Landeskirche in Württemberg gehört. Sie wurde von 1779 bis 1780 vom württembergischen Hofbaumeister Reinhard Ferdinand Heinrich Fischer im Auftrag Herzogs Carl Eugen von Württemberg für Franziska von Hohenheim erbaut.
Die Kirche trägt am Portal die Inschrift Templum a Carolo structum, die Caroli consecratum MDCCLXXX (zu deutsch: Die Kirche wurde von Carl gebaut und am Carlstag eingeweiht 1780). Der Tag der Kirchweihe ist somit der 4. November 1780.
Das Innere dieser Predigtkirche ist durch die axiale Anordnung Taufstein, Altar, Holzkanzel (Kanzelaltarwand) bestimmt. An der Kirchendecke und an der Brüstung der Empore befindet sich das verschlungene CC-Monogramm Herzog Carl Eugens mit dem Herzogshut.